# Marcenod
Marcenod é uma comuna francesa na região administrativa de Auvérnia-Ródano-Alpes, no departamento de Loire. Estende-se por uma área de 9 km². Em 2010 a comuna tinha 722 habitantes (densidade: 80,2 hab./km²).